# Diócesis de Gozo
La diócesis de Gozo (en latín: Dioecesis Gaudisiensis, en inglés: Roman Catholic Diocese of Gozo y en maltés: Djoċesi ta' Għawdex)) es una circunscripción eclesiástica de la Iglesia católica en Malta. Se trata de una diócesis latina, sufragánea de la arquidiócesis de Malta. Desde el 17 de junio de 2020 su obispo es Anthony Teuma.

## Territorio y organización

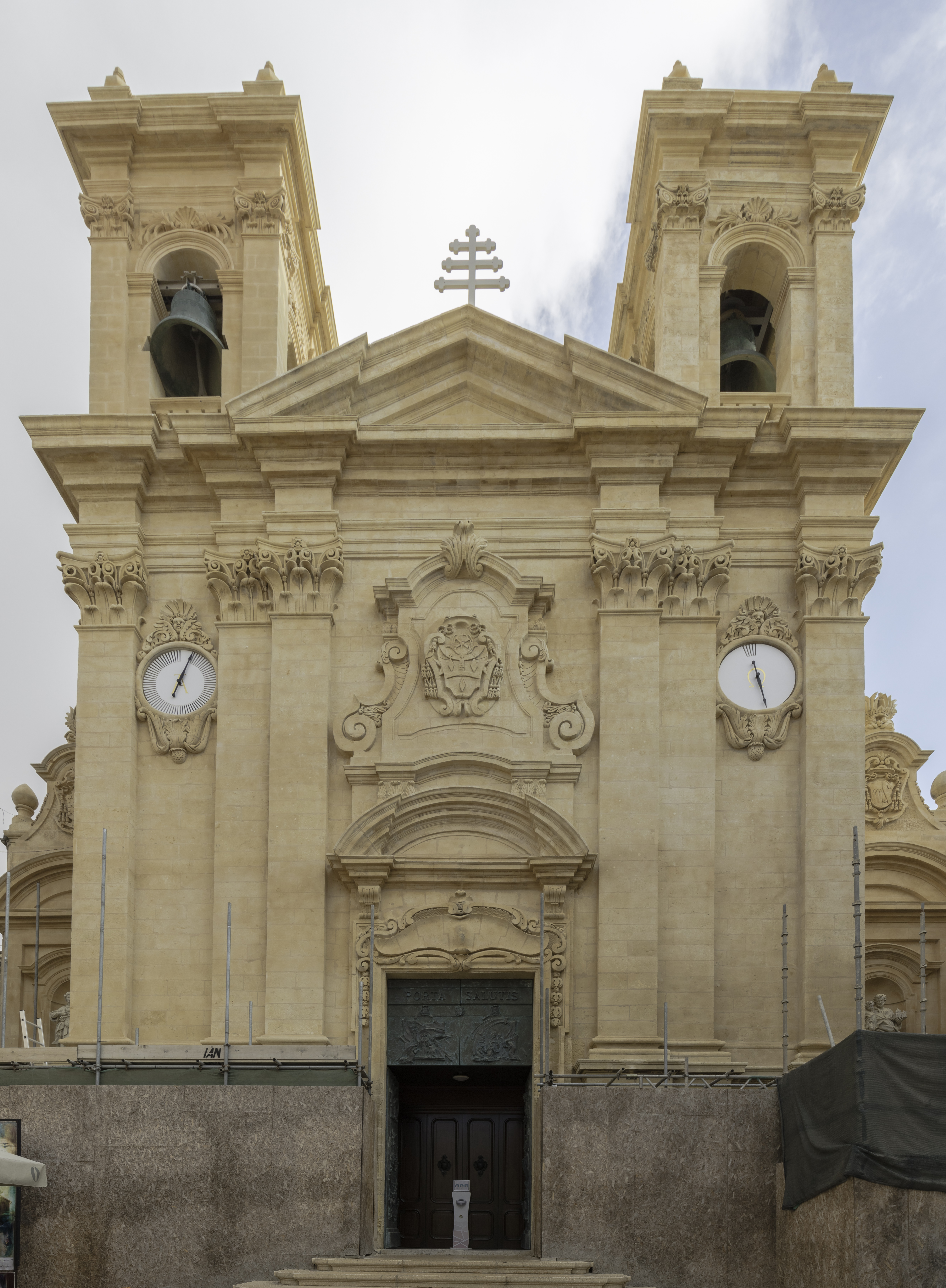
Basílica y colegiata de San Jorge, en Victoria

La diócesis tiene 67 km² y extiende su jurisdicción sobre los fieles católicos de rito latino residentes en las islas de Gozo, Comino y Cominotto.

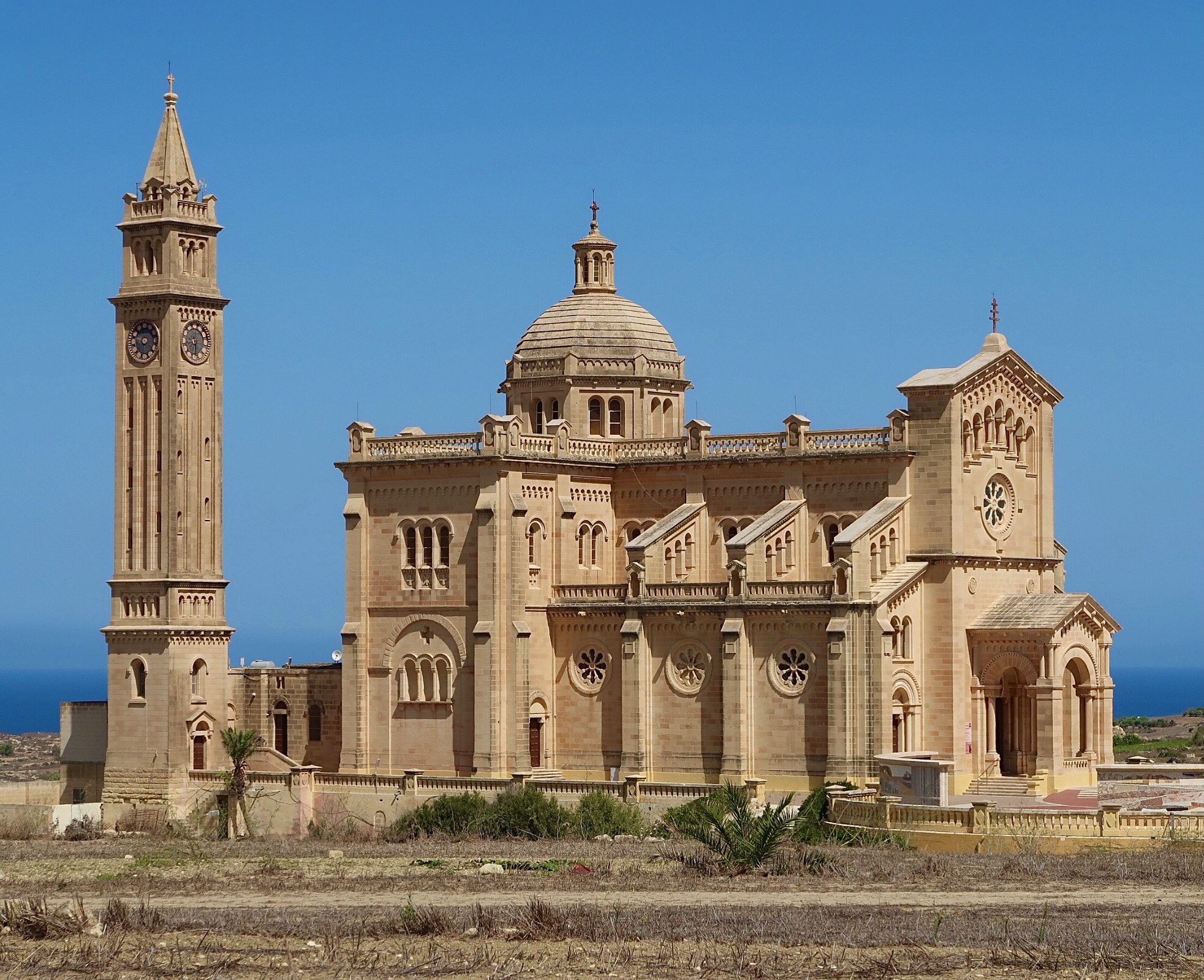
Basílica y santuario nacional de la Virgen de Ta 'Pinu, en Għarb

La sede de la diócesis se encuentra en la ciudad de Victoria (también llamada Rabat) en la isla de Gozo, en donde se halla la Catedral de Nuestra Señora de la Asunción, construida entre 1697 y 1703. En el territorio de la diócesis existen las siguientes basílicas:
- colegiata de San Jorge, en Victoria;
- santuario nacional de la Virgen de Ta 'Pinu, en Għarb;
- de la Visitación, en Għarb;
- colegiata de San Pedro y San Pablo, en Nadur;
- colegiata de la Natividad de María, en Xagħra

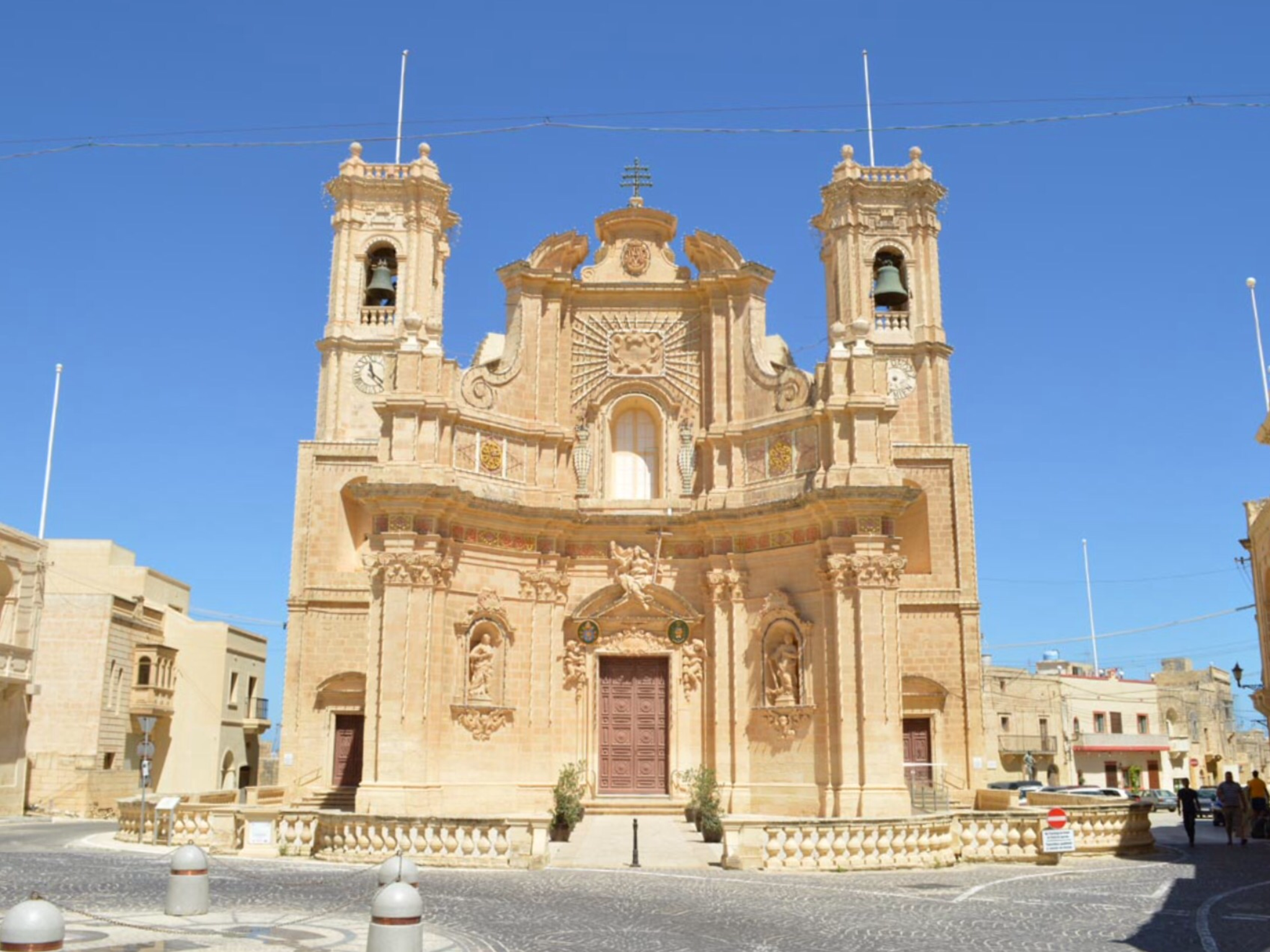
Basílica de la Visitación, en Għarb

En 2023 en la diócesis existían 15 parroquias. En la isla de Comino se halla la Capilla del Regreso de la Sagrada Familia de Egipto, mencionada por primera vez en un mapa que data de 1296.

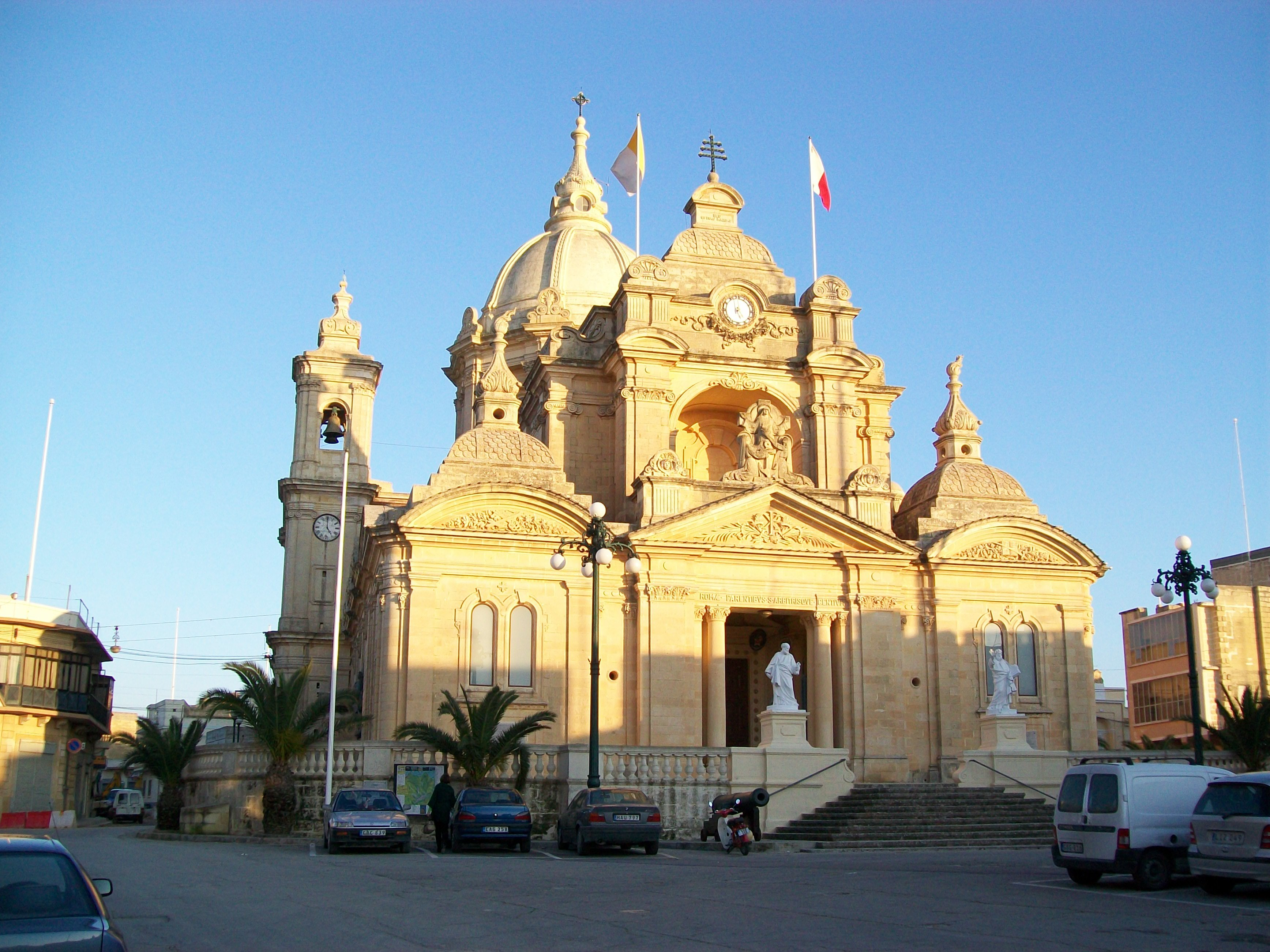
Basílica colegiata de San Pedro y San Pablo, en Nadur

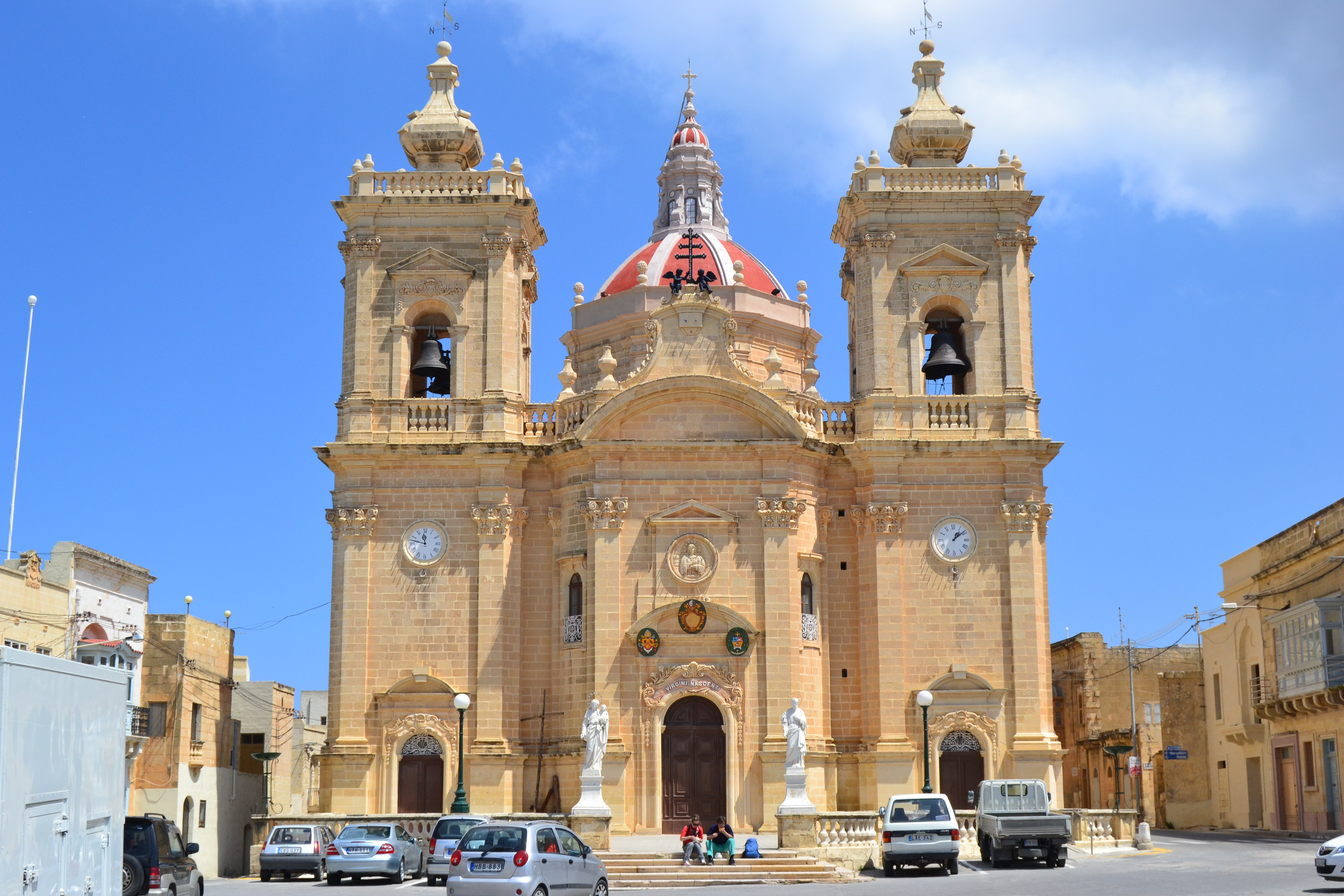
Basílica colegiata de la Natividad de María, en Xagħra

## Historia
En una meseta central en la isla de Gozo, las fortificaciones en ruinas de una antigua ciudad contienen una iglesia y edificios públicos, fuera de los cuales hay un gran suburbio.
Los orígenes de la autonomía de la Iglesia de Gozo están en la petición enviada a la Santa Sede el 29 de octubre de 1798, durante el período de la ocupación francesa de Malta, por el arcipreste Saverio Cassar, gobernador del estado independiente de Gozo (1798-1800) que había expulsado a los franceses, para establecer una diócesis autónoma de la de Malta.
La diócesis, sin embargo, no fue erigida hasta el 22 de septiembre de 1864 mediante la bula Singulari amore del papa Pío IX separando territorio de la diócesis de Malta (hoy arquidiócesis).
Originalmente inmediatamente sujeta a la Santa Sede, el 1 de enero de 1944 pasó a formar parte de la provincia eclesiástica de la arquidiócesis de Malta.
En mayo de 1990 recibió la visita del papa Juan Pablo II.

## Estadísticas
Según el Anuario Pontificio 2024 la diócesis tenía a fines de 2023 un total de 34 656 fieles bautizados.
| Año                                                                             | Población            | Población | Población      | Sacerdotes | Sacerdotes    | Sacerdotes    | Bautizados por sacerdote | Diáconos permanentes | Religiosos | Religiosos | Parroquias |
| Año                                                                             | Bautizados católicos | Total     | % de católicos | Total      | Clero secular | Clero regular | Bautizados por sacerdote | Diáconos permanentes | Varones    | Mujeres    | Parroquias |
| ------------------------------------------------------------------------------- | -------------------- | --------- | -------------- | ---------- | ------------- | ------------- | ------------------------ | -------------------- | ---------- | ---------- | ---------- |
| 1950                                                                            | 29 880               | 29 880    | 100.0          | 167        | 138           | 29            | 178                      |                      | 47         | 217        | 14         |
| 1970                                                                            | 26 272               | 26 317    | 99.8           | 169        | 143           | 26            | 155                      |                      | 33         | 214        | 15         |
| 1980                                                                            | 23 244               | 23 320    | 99.7           | 186        | 160           | 26            | 124                      |                      | 37         | 199        | 15         |
| 1990                                                                            | 25 003               | 25 095    | 99.6           | 184        | 166           | 18            | 135                      |                      | 24         | 141        | 15         |
| 1999                                                                            | 28 430               | 28 710    | 99.0           | 193        | 172           | 21            | 147                      |                      | 25         | 116        | 15         |
| 2000                                                                            | 28 943               | 29 235    | 99.0           | 192        | 172           | 20            | 150                      |                      | 23         | 114        | 15         |
| 2001                                                                            | 29 208               | 29 520    | 98.9           | 184        | 167           | 17            | 158                      |                      | 20         | 114        | 15         |
| 2002                                                                            | 29 905               | 30 405    | 98.4           | 186        | 166           | 20            | 160                      |                      | 24         | 113        | 15         |
| 2003                                                                            | 30 946               | 31 476    | 98.3           | 188        | 165           | 23            | 164                      |                      | 27         | 109        | 15         |
| 2004                                                                            | 31 709               | 32 335    | 98.1           | 189        | 165           | 24            | 167                      |                      | 27         | 108        | 15         |
| 2006                                                                            | 31 786               | 32 310    | 98.4           | 203        | 182           | 21            | 156                      |                      | 26         | 90         | 15         |
| 2013                                                                            | 28 074               | 31 143    | 90.1           | 169        | 151           | 18            | 166                      |                      | 23         | 95         | 15         |
| 2016                                                                            | 28 000               | 31 446    | 89.0           | 159        | 144           | 15            | 176                      |                      | 17         | 83         | 15         |
| 2019                                                                            | 30 300               | 32 000    | 94.7           | 149        | 132           | 17            | 203                      |                      | 19         | 78         | 15         |
| 2021                                                                            | 32 954               | 34 430    | 95.7           | 164        | 146           | 18            | 200                      |                      | 21         | 74         | 15         |
| 2023                                                                            | 34 656               | 37 392    | 92.7           | 142        | 125           | 17            | 244                      |                      | 19         | 61         | 15         |
| Fuente: Catholic-Hierarchy, que a su vez toma los datos del Anuario Pontificio. |                      |           |                |            |               |               |                          |                      |            |            |            |

## Episcopologio

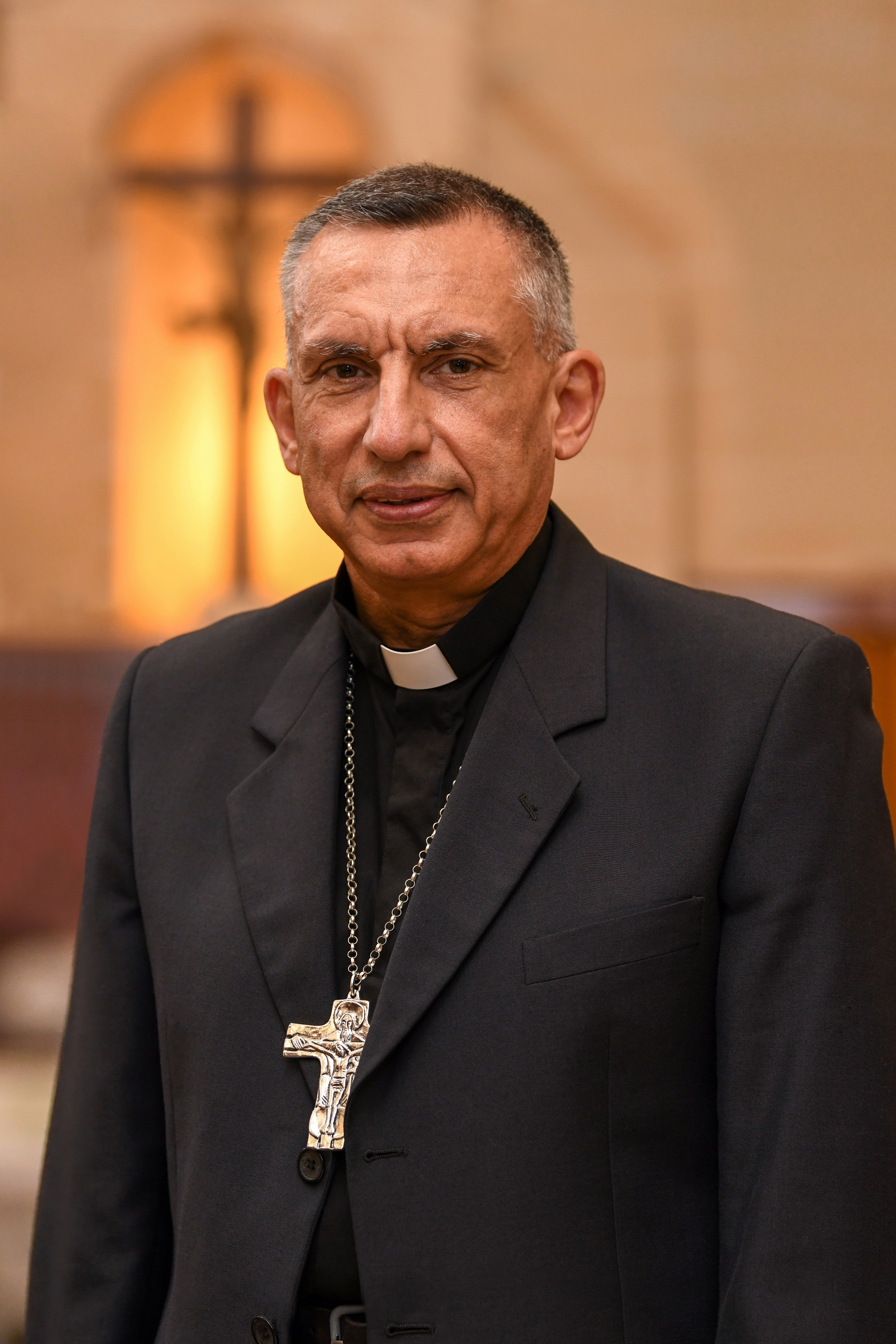
Anthony Teuma, obispo de Gozo desde 2020

- Michele Francesco Buttigieg † (22 de septiembre de 1864-12 de julio de 1866 falleció)
- Antonio Grech-Delicata-Testaferrata-Cassia † (24 de septiembre de 1868-31 de diciembre de 1876 falleció)
- Pietro Pace † (17 de marzo de 1877-10 de febrero de 1889 nombrado obispo de Malta)
- Giovanni Maria Camilleri, O.E.S.A. † (11 de febrero de 1889-21 de enero de 1924 renunció[nota 1])
- Michael Gonzi † (13 de junio de 1924-14 de octubre de 1943 nombrado obispo coadjutor de Malta[nota 2])
- Giuseppe Pace † (1 de noviembre de 1944-31 de marzo de 1972 falleció)
- Nicola Giuseppe Cauchi † (20 de julio de 1972-26 de noviembre de 2005 retirado)
- Mario Grech (26 de noviembre de 2005-2 de octubre de 2019 nombrado prosecretario general del Sínodo de los obispos)
- Anthony Teuma, desde el 17 de junio de 2020